# Castello di Dunvegan
Il castello di Dunvegan è un castello che si trova a Dunvegan, piccola città della Scozia, nell'isola di Skye.

## Storia
Dal XIII secolo in poi è stata la residenza del Clan MacLeod e il più antico castello della Scozia ad essere abitato in maniera continua. Dal 1933 è stato aperto al pubblico, portando ad un sostanziale incremento del turismo della zona. Il castello è stato visitato da numerose personalità di rilievo, come gli scrittori Walter Scott e Samuel Johnson, la regina Elisabetta II del Regno Unito e l'imperatore Akihito del Giappone.

## Galleria d'immagini

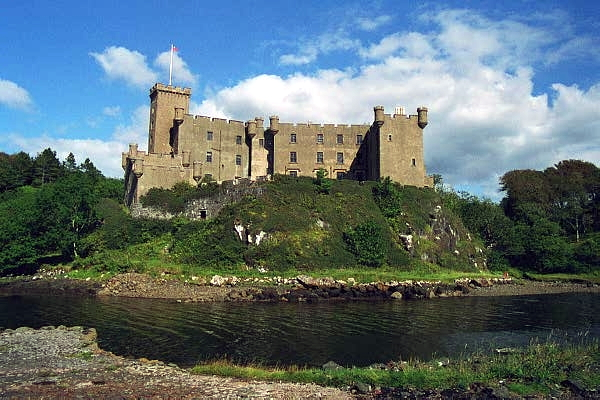
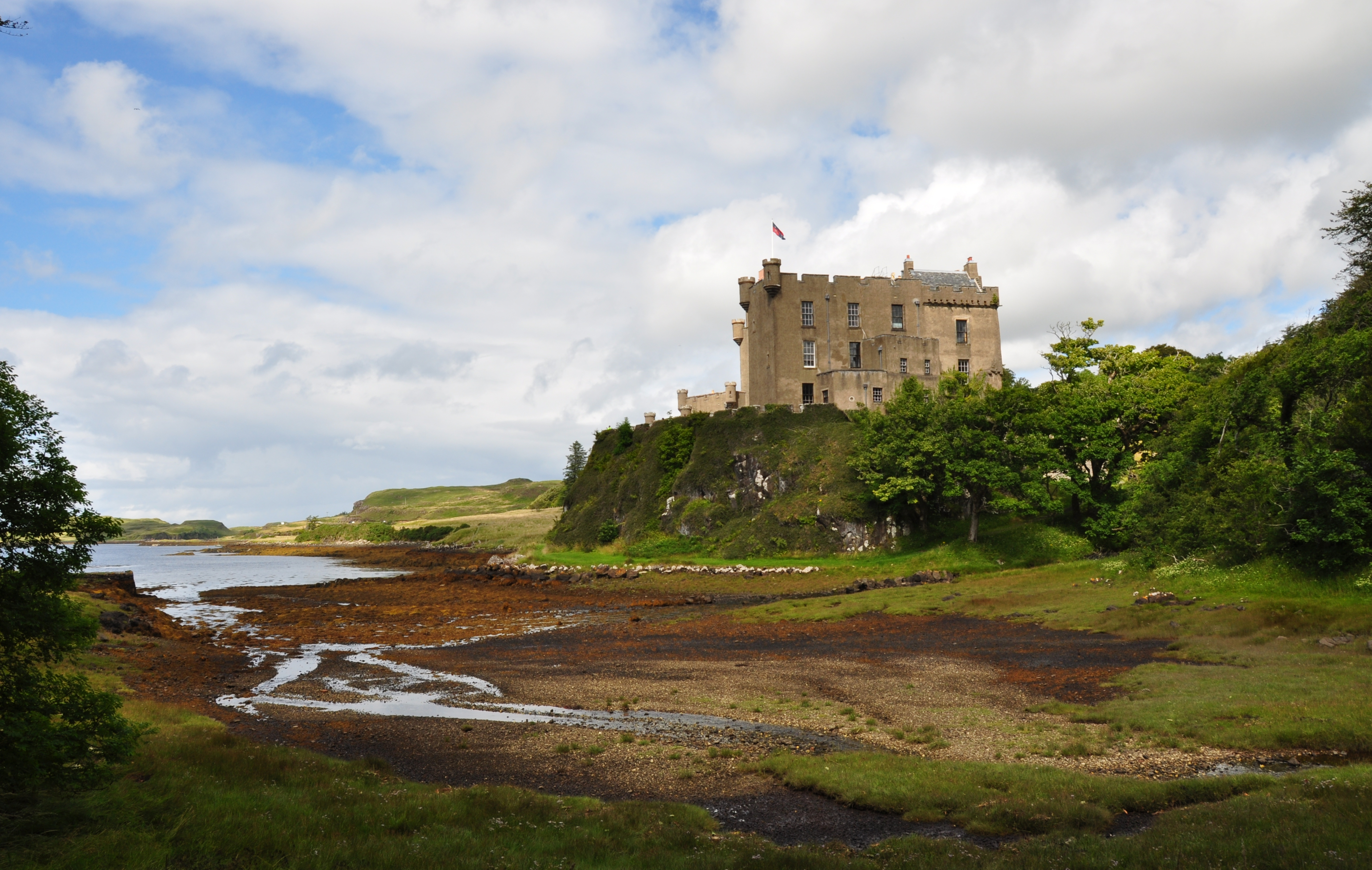
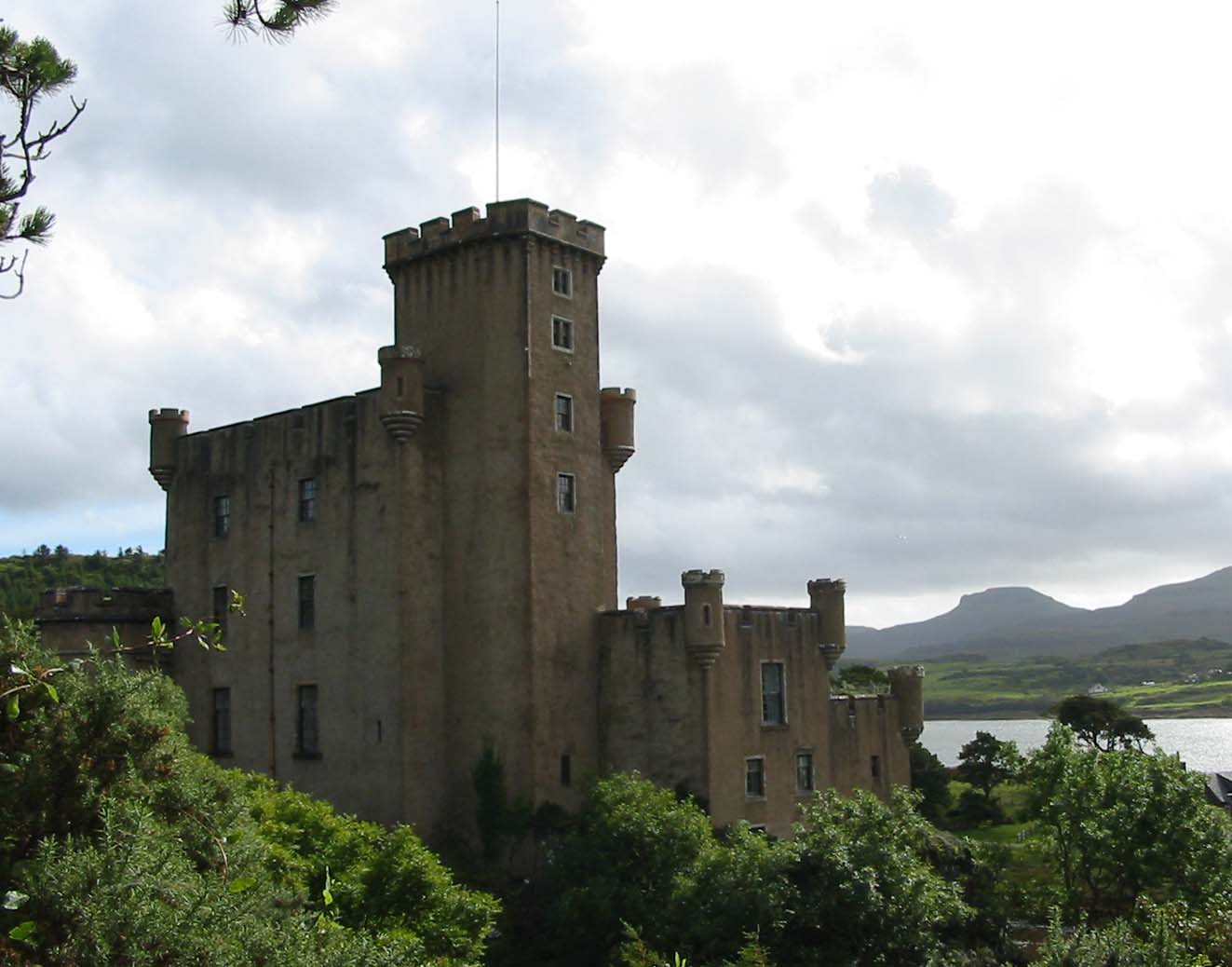
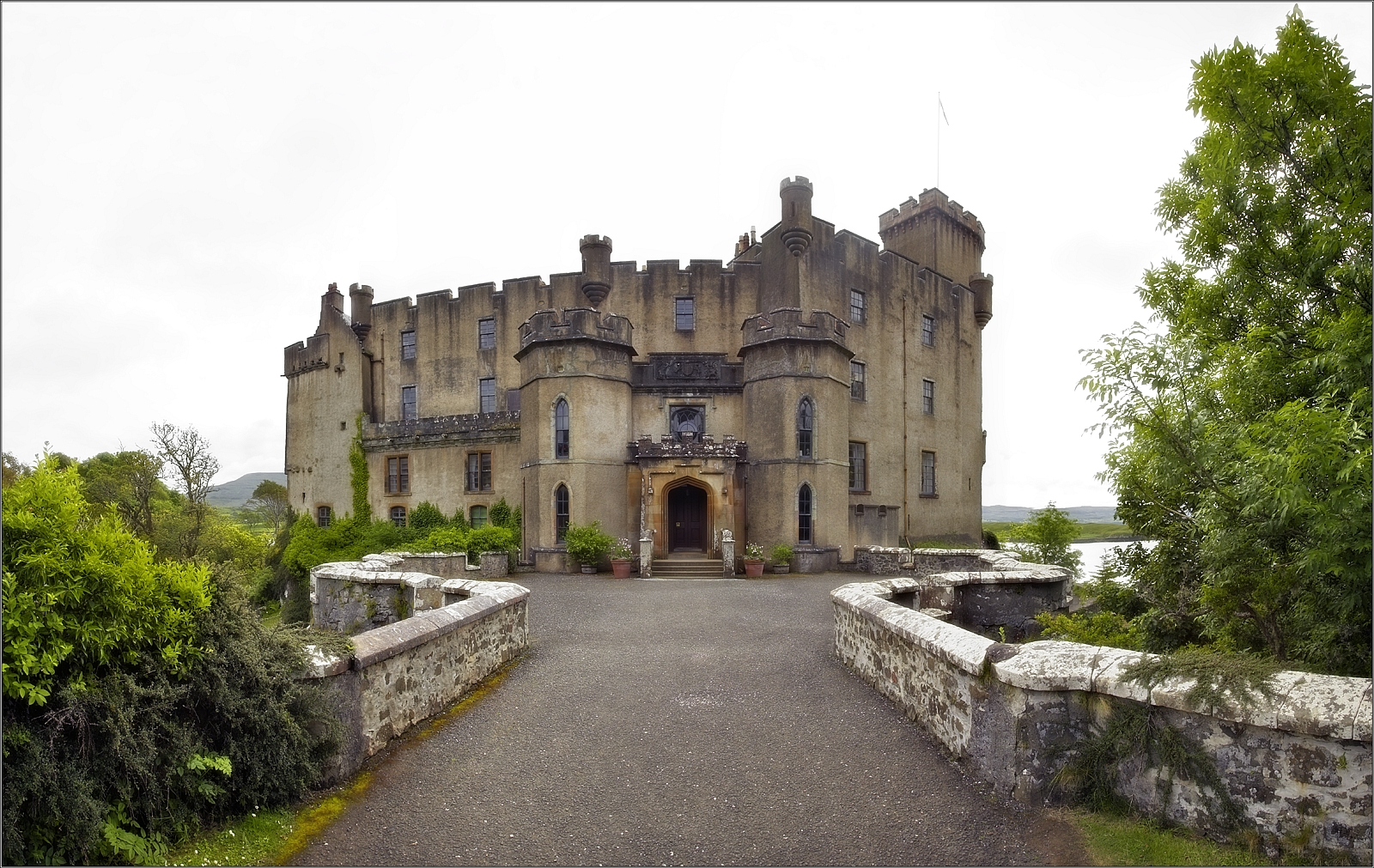
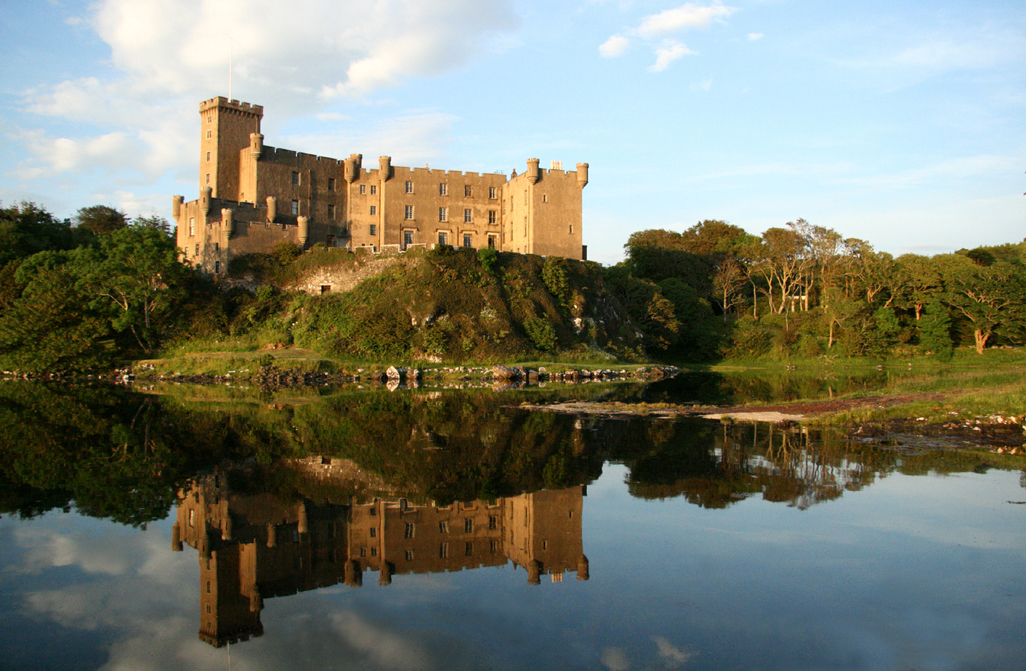